# El Far d'Empordà
El Far d'Empordà è un comune spagnolo situato nella comunità autonoma della Catalogna.